# Матусовский, Григорий Абрамович
Григорий Абрамович Матусовский (укр. Григорій Абрамович Матусовський; 15 июля 1923, Харьков, Украинская ССР, СССР — 31 октября 2003, Харьков, Украина) — советский и украинский учёный-правовед, специалист в области криминалистики. Доктор юридических наук (1980), профессор (1983), член-корреспондент Академии правовых наук Украины (1992).
Профессор кафедры криминалистики Харьковского юридического института (затем Украинская юридическая академия и Национальная юридическая академия Украины имени Ярослава Мудрого). Участник Великой Отечественной войны.

## Биография
Григорий Матусовский родился 15 июля 1923 года в Харькове. Его родители были служащими. В июне 1941 года окончил среднюю школу № 91 города Харьков. После начала Великой Отечественной войны, Григорий вместе с семьёй находился в эвакуации в городе Фрунзе Киргизской ССР. Живя в эвакуации молодой человек ежедневно на протяжении двух месяцев ходил в местный военкомат, где просил отправить его на передовую.
В итоге, в ноябре 1941 года Григорий Абрамович, который всё же смог записаться добровольцем, был направлен на обучение в Ташкентское радиоучилище, а уже через семь месяцев начал воинскую службу в составе одной из радиорот, где занял должность радиста-разведчика. Во время одного из боёв, летом 1943 года, Григорий Матусовский получил ранение и контузию, вследствие чего был направлен в госпиталь. Однако не закончив лечение, он вернулся в строй и продолжил службу. Получил инвалидность 2-й группы. К 9 мая 1945 года был сержантом Красной армии. С 1942 по 1945 год Матусовский принимал участие в боевых действиях на Западном, Брянском и Втором Белорусском фронтах.
После окончания Великой Отечественной войны, Григорий Матусовский, поступил в Харьковский юридический институт (ХЮИ), который окончил экстерном в 1948 году (по другим данным окончил ХЮИ в 1952 году). Окончив ХЮИ Матусовский занял должность следователя в органах прокуратуры СССР. Однако, уже в следующем после окончания вуза году Матусовский перешёл на научную работу, став лаборантом в криминалистической лаборатории в новосозданых в Харькове Всесоюзных курсах повышения квалификации прокурорских работников, а через полгода — заведующим этой лабораторией, в 1955 году занял должность заместителя директора по учебной работе на этих курсах (в некоторых источниках говорится, что с 1949 по 1950/54 год он был заведующим криминалистической лаборатории, а затем с 1950/59 по 1968/69 год был заместителем директора по учебной работе).
С 1968 года Григорий Абрамович Матусовский начал свою трудовую деятельность на кафедре криминалистики ХЮИ, где последовательно занимал должности ассистента, старшего преподавателя и доцента, а в 1983 году был назначен на должность профессора этой кафедры.
В 1995 (по другим данным в 1996) году начал совмещать работу в Украинской юридической академии (до 1991 года ХЮИ) с работой в Научно-исследовательском институте изучения проблем преступности Академии правовых наук Украины, где заведовал сектором проблем изучения борьбы с коррупцией и организованной преступностью. Помимо того, с 1999 по 2002 год сотрудничал с Харьковским центром изучения организованной преступности Центром по изучению транснациональной преступности коррупции при Американском университете.
Также занимался общественной деятельностью: с 1963 года состоял во Всероссийском геральдическом обществе, а с 1995 года — в Украинском геральдическом обществе.
Григорий Абрамович Матусовский продолжал работать в Национальной юридической академии Украины имени Ярослава Мудрого (до 1995 — Украинская юридическая академия) и НИИ изучения проблем преступности АПрН Украины вплоть до 2003 года. Скончался 31 октября 2003 года в Харькове.

## Научная деятельность
Занимался исследованием таких вопросов криминалистики как тактика и методика расследования экономических и смежных преступлений, общие положения расследования преступлений, внедрение математических методов в криминаличтику. В 1954 году было зарегистрировано изобретение «зеркального оптического мультипликатора», одним из создателей которого был Г. А. Матусовский.
К 1980-м годам Матусовский создал научную школу «Теоретические основы методики расследования экономических преступлений».
В 1965 году Григорий Абрамович под руководством профессора В. П. Колмакова защитил диссертацию на тему «Уголовно-процессуальные и криминалистические вопросы осмотра следов на месте происшествия» на соискание учёной степени кандидата юридических наук, а в 1980 — докторскую диссертацию на тему «Криминалистика в системе юридических наук и её межнаучные связи». В 1972 году ему было присвоено учёное звание доцента, а в 1983 — профессора. В 1992 году был избран членом-корреспондентом Академии правовых наук Украины.
Григорий Абрамович был научным руководителем у девяти соискателей учёной степени кандидата юридических наук, среди них были: В. З. Багинский, С. В. Великанов, О. П. Бущан, О. М. Городиский, А. Л. Дудников, А. А. Зуев, А. Д. Марушев, Л. М. Черновецкий и Ш. Ш. Ярамишьян. Также входил в состав одного из специализированных учёных советов.
По разным данным Григорий Матусовский являлся автором/соавтором от более чем 150 до 180 научных трудов, среди которых основными были: «Расследование разбойных нападений, сопряжённых с убийством» (1957, соавтор учебного пособия), «Применение научно-технических средств в работе над следами при осмотре места происшествия» (1960), «Криминалистика в системе научных знаний» (1976), «Расследование хищений государственного и общественного имущества (проблемы тактики и методики)» (1987, соавтор), «Методика расследования краж» (1988), «Криминалистика» (1997, соавтор учебника), «Юридическая характеристика преступлений» (укр. Юридична характеристика злочинів, 1998), «Экономические преступления: криминалистический анализ» (1999), «Борьба с преступностью в сфере предпринимательской деятельности» (укр. «Боротьба зі злочинністью у сфері підприємницької діяльності»; 2001), «Особенности формирования криминалистической характеристики легализации (отмывания) доходов, полученных преступным путем» (укр. «Особливості формування криміналістичної характеристики легалізації (відмивання) доходів, одержаних злочинним шляхом»; 2004).

## Семья
Григорий Абрамович был женат на Лидии Эмилиевне Ливергант, имел сына Александра и внука Вадима. Жена работала врачом-онкологом, а сын и внук — в IT-сфере.

## Награды
За участие в боях Великой Отечественной войны Григорий Абрамович был удостоен ряда государственных наград, среди них: украинские орден «За мужество» III степени и медали «Защитнику Отчизны» и «50 лет Победы в Великой Отечественной войне 1941—1945 гг.»; советские ордена Отечественной войны II степени (6 ноября 1985) и Красной Звезды (16 февраля 1945) и медали «За боевые заслуги» (12 июня 1944), «За победу над Германией в Великой Отечественной войне 1941—1945 гг.», «За взятие Кёнигсберга», «Тридцать лет Победы в Великой Отечественной войне 1941—1945 гг.» и «Сорок лет Победы в Великой Отечественной войне 1941—1945 гг.». Также был удостоен двух общественных наград — ордена «Ветеран Армии — Тула-Кёнигсберг» и медали «За боевой путь Москва-Могилев-Кёнигсберг-Берлин».
4 ноября 2003 года вместе с В. Ю. Шепитько, В. Е. Коноваловой и В. А. Журавлём «за цикл работ по криминалистике», в номинации «за выдающиеся достижения в научно-исследовательской деятельности по проблемам правоведения», был посмертно удостоен юридической премии имени Ярослава Мудрого.
В 2003 году, Григорию Абрамовичу было присвоено почётное звание «Заслуженный профессор Национальной юридической академии Украины имени Ярослава Мудрого».